# Frans Tempel
Franciscus „Frans” Jacobus Ludwig Tempel (ur. 20 marca 1898 w Hilversum, zm. 25 lipca 1944 w Bunniku) – piłkarz holenderski grający na pozycji bramkarza.

## Kariera klubowa
W swojej karierze piłkarskiej Tempel grał w klubie HVV Tubantia.

## Kariera reprezentacyjna
W 1920 roku Tempel został powołany do kadry na Igrzyska Olimpijskie w Antwerpii. Na tych igrzyskach zdobył brązowy medal. Był jednak na nich rezerwowym bramkarzem dla Dicka MacNeilla i nie rozegrał żadnego spotkania. Ostatecznie nie zadebiutował również w kadrze narodowej.